# Audendum est: fortes adiuvat ipsa Venus

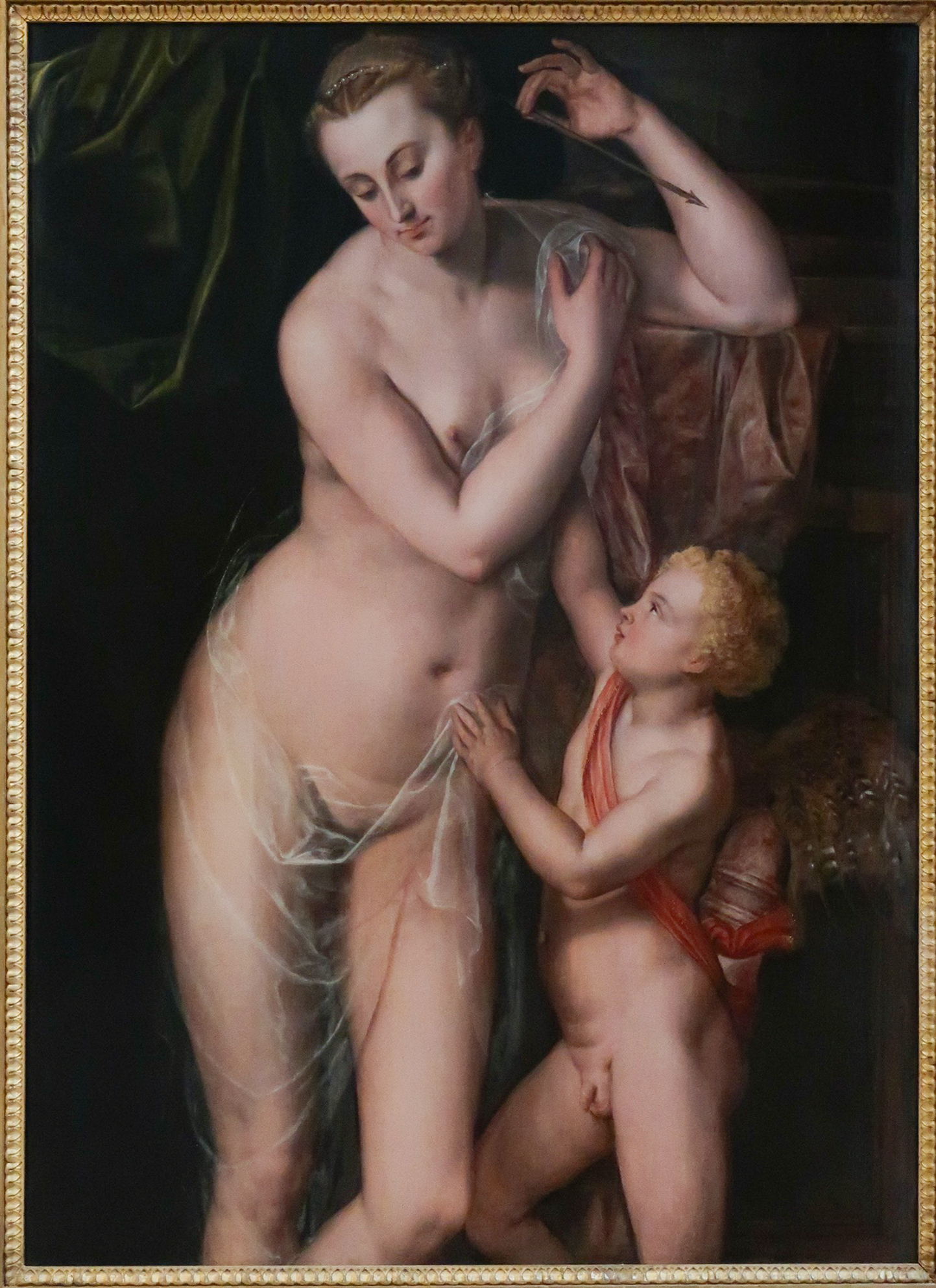
Anonimo di Anversa, Venere e Amore, Museo delle belle arti di La Rochelle.

La frase latina audendum est: fortes adiuvat ipsa Venus (lett.: "bisogna osare: la stessa Venere aiuta i coraggiosi") è un verso di Albio Tibullo (1, 2, 16), anche se il tema non è limitato a quest'unico autore, ma ritorna altrove nella letteratura latina (v. Ovidio, Ars amatoria, 1, 60 ss., ad esempio).
La frase è l'equivalente del più celebre audaces/audentes/fortes fortuna iuvat, massima proverbiale già antica e piuttosto comune ai tempi di Tibullo, che però qui la riferisce specificatamente all'ambito amoroso sostituendo la dea dell'amore erotico Venere alla fortuna, spesso identificata anch'essa come un'altra divinità femminile. È possibile che all'origine di questa variazione "venerea" ci sia proprio Tibullo.
È da notare che in epoca medievale la dea pagana Venere è stata a sua volta sostituita con il Dio cristiano nella formula audendum est: fortes adiuvat ipse Deus.